# فرودگاه تاتا
فرودگاه تاتا (به انگلیسی: Tatamagouche Airport) یک فرودگاه است . این فرودگاه در کشور کانادا قرار دارد و در ارتفاع ۳ متری از سطح دریا واقع شده است.